# Vangueria madagascariensis
La voavanga de Madagascar (Vangueria madagascariensis) es una especie de planta perteneciente a la familia de las rubiáceas. Se encuentra en África y tiene un fruto comestible. Es la especie tipo del género Vangueria.

## Descripción
Es un arbusto o árbol pequeño, que alcanza un tamaño de 1.5 a 15 m de altura, a menudo con tallos múltiples y, a veces con una copa extendida, es robusto, glabro, longitudinalmente estriado, con una corteza pálida y de color marrón. Las hojas de 8-28 × 3.2-15 cm, estrecha a ampliamente elípticas o elíptico-lanceolados, agudas o cortamente acuminadas en el ápice, cuneadas a redondeadas; estípulas con una amplia base de 3-5 mm de largo, y un vértice estrecho 0.4-1.8 cm de largo, glabros o pubescentes. La inflorescencia con 30 flores, pubescentes; con ramas de 1-4.5 cm de largo, 7-10 flores. La corola de color amarillo verdoso, amarillo o crema, glabra o raramente con algunos pelos; tubo de 3-4,5 mm de largo. Frutos de color verde a marrón, 2.5-5 cm de diámetro, subglobosos.

## Distribución
Vangueria madagascariensis se distribuye por Angola, Benín, Camerún, República Centroafricana, la República Democrática del Congo, Etiopía, Ghana, Kenia, Madagascar, Malaui, Mali, Mozambique,  Nigeria, Sudáfrica (en KwaZulu-Natal y Transvaal), Sudán, Swaziland, Tanzania (incluso en el Archipiélago de Zanzíbar), República Dominicana y Uganda.
En El Salvador ha sido una especie introducida, conocido como tamarindo extranjero.

## Taxonomía
Vangueria madagascariensis fue descrita por Johann Friedrich Gmelin y publicado en Systema Naturae . . . editio decima tertia, aucta, reformata 2(1): 367. 1791.
Variedades aceptadas
- Vangueria madagascariensis var. abyssinica (A.Rich.) Puff
- Vangueria madagascariensis var. madagascariensis

Sinonimia
| - Canthium edule (Vahl) Baill. - Canthium maleolens Chiov. - Dondisia fetida Hassk. - Dondisia foetida Hassk. - Vangueria acutiloba Robyns - Vangueria commersonii Jacq. - Vangueria cymosa C.F.Gaertn. | - Vangueria edulis Lam. - Vangueria edulis Vahl - Vangueria floribunda Robyns - Vangueria robynsii Tennant - Vangueria venosa Hochst. ex A.Rich. - Vavanga chinensis Rohr - Vavanga edulis Vahl |